# Мэйберри, Лорен
Лорен Ив Мэйберри (англ. Lauren Eve Mayberry; род. 7 октября 1987) — британская (шотландская) певица, автор-исполнитель и журналист. Наиболее известна как вокалистка синти-поп-группы Chvrches.
В группе отвечает за тексты песен, вокал, а также играет на ударных и на клавишных. Её певческий голос — сопрано.

## Ранняя жизнь и карьера
В детстве Мэйберри играла на фортепиано, а в подростковом возрасте начала осваивать ударную установку.
Четыре года обучалась в Университете Стратклайда, закончив его в 2010 году со степенью бакалавра в области журналистики. Это привело её к работе в качестве журналиста на несколько лет до начала музыкальной карьеры. За свои достижения в области журналистики она была удостоена премии Королевского института охраны окружающей среды Шотландии. С 2009 по 2010 год она писала статьи на сайте The Line of Best Fit в Великобритании.

## Музыкальная карьера
С 15 до 22 лет играла на ударных в различных коллективах. Перед тем как войти в состав Chvrches, Мэйберри участвовала в группах Boyfriend/Girlfriend и Blue Sky Archives. В Blue Sky Archives, помимо вокала, она играла на клавишных и ударных. Также в составе этой группы она сделала кавер-версию на песню Rage Against the Machine «Killing in the Name», которая была выпущена в качестве сингла.
В сентябре 2011 года участник групп Aereogramme и The Unwinding Hours Иэн Кук выступил продюсером мини-альбома Blue Sky Archives Triple A-Side. Также он вместе со своим другом Мартином Доэрти решил создать новый проект и попросил Мэйберри прислать ему несколько демозаписей. В итоге они репетировали восемь месяцев в подвальной студии Глазго. После успеха сессий Мэйберри, Кук и Броуди решили создать новую группу. Она получила название Chvrches, стилизованное буквой «v» для избежания путаницы с церквями в поисковых запросах (churches — церкви с английского).
В 2013 году группа подписала контракт с лейблом Glassnote Records, после выпуска в 2012 году треков «Lies» и «The Mother We Share». В то же время был выпущен дебютный мини-альбом группы Recover. 20 сентября 2013 года вышел дебютный полноформатный альбом группы The Bones of What You Believe.
Сотрудничала с такими коллективами, как Death Cab for Cutie, Bleachers и The National, которые выступали на одной сцене вместе с CHVRCHES.

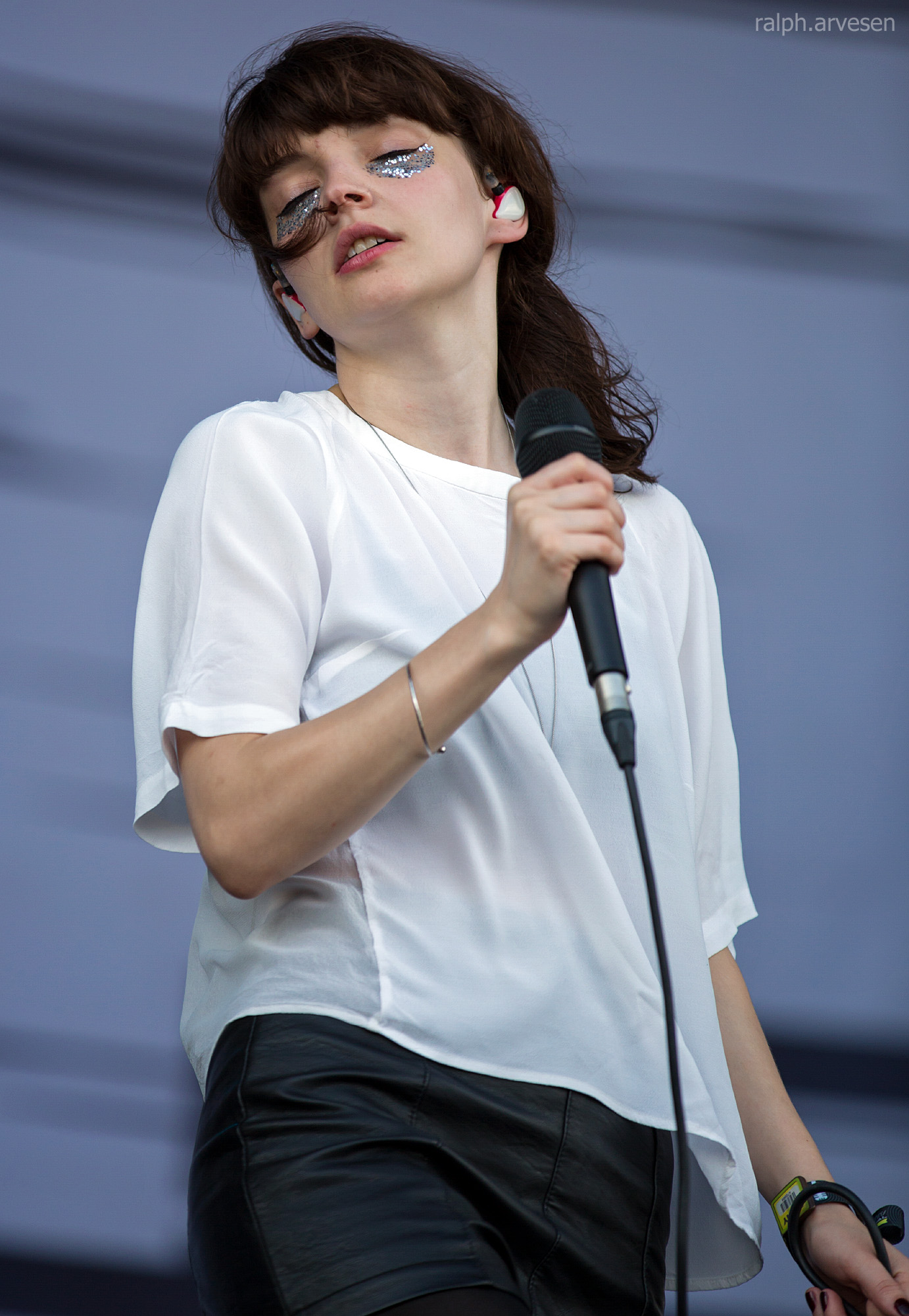
Лорен во время выступления с CHVRCHES в 2014 году.

## TYCI
Является основателем TYCI феминистского сообщества (полный вариант названия — Tuck Your Cunt In).
В сентябре 2013 года Мэйберри написала заметку в газете The Guardian в ответ на мизогинические сообщения, которые она получала в интернете.
В 2015 году Мэйберри рассказала о том, как она столкнулась с неприятными личными отношениями в своей жизни, в своём блоге Lenny Letter. В декабре 2016 года она приняла участие в благотворительном мероприятии вместе с Карли Рей Джепсен, Lorde и Charli XCX. Это мероприятие было организовано коалицией Ally, созданной Джеком Антоноффом с целью сбора средств для помощи бездомной ЛГБТ-молодёжи .
В 2023 году было объявлено, что Лорен впервые выпустит сольный материал, который будет сопровождаться туром по США и Европе/Великобритании позже в этом же году. 1 сентября 2023 года она выпустила дебютный сольный сингл «Are You Awake?». За ним последовал сингл «Shame» 10 октября 2023 года. Её третий сингл «Change Shapes» вышел 8 марта 2024 года.

## Личная жизнь
В настоящее время проживает в Нью-Йорке, в США.
Вместе с актёром Джастином Лонгом совершила ряд благотворительных мероприятий; в частности проведение благотворительного шоу в The Fonda Theatre, в Лос-Анджелесе и поездку в Никарагуа, где посетили женский приют. В 2017 году они были сфотографированы вместе за кулисами на кинофестивале «Трайбека», тем самым породив спекуляции у The Sun со ссылкой на неназванный источник, что они являются парой. В мае 2018 года The Guardian также упомянула, что Лонг является бойфрендом Мэйберри, однако сама она отрицала это. В интервью Rolling Stone 2018 года она сказала, что она не замужем..
Поддерживает дружеские отношения с дуэтом Tegan and Sara и с Хейли Уильямс из Paramore.

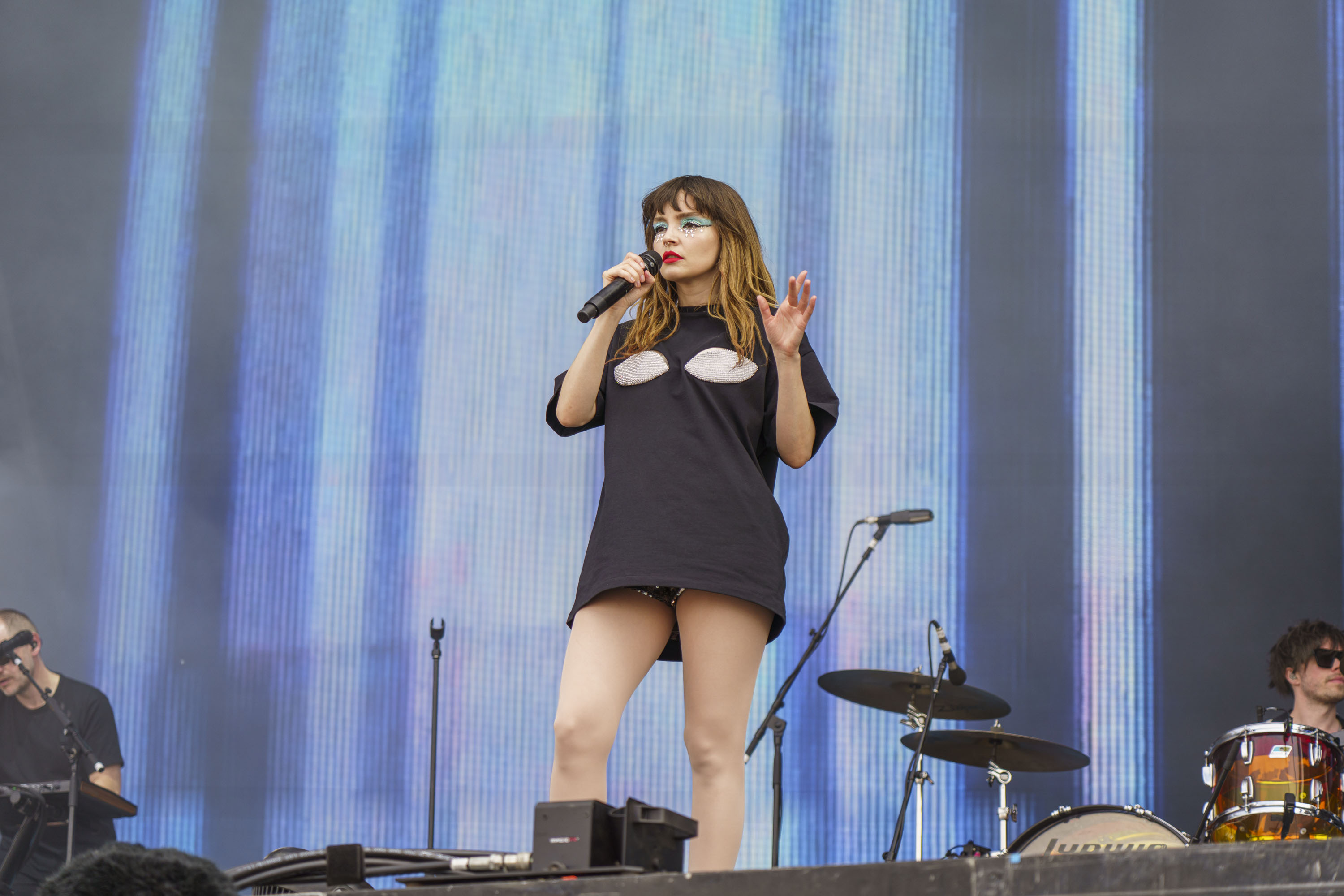
Лорен Мэйберри, Фестиваль Саутсайд 2023

## Дискография

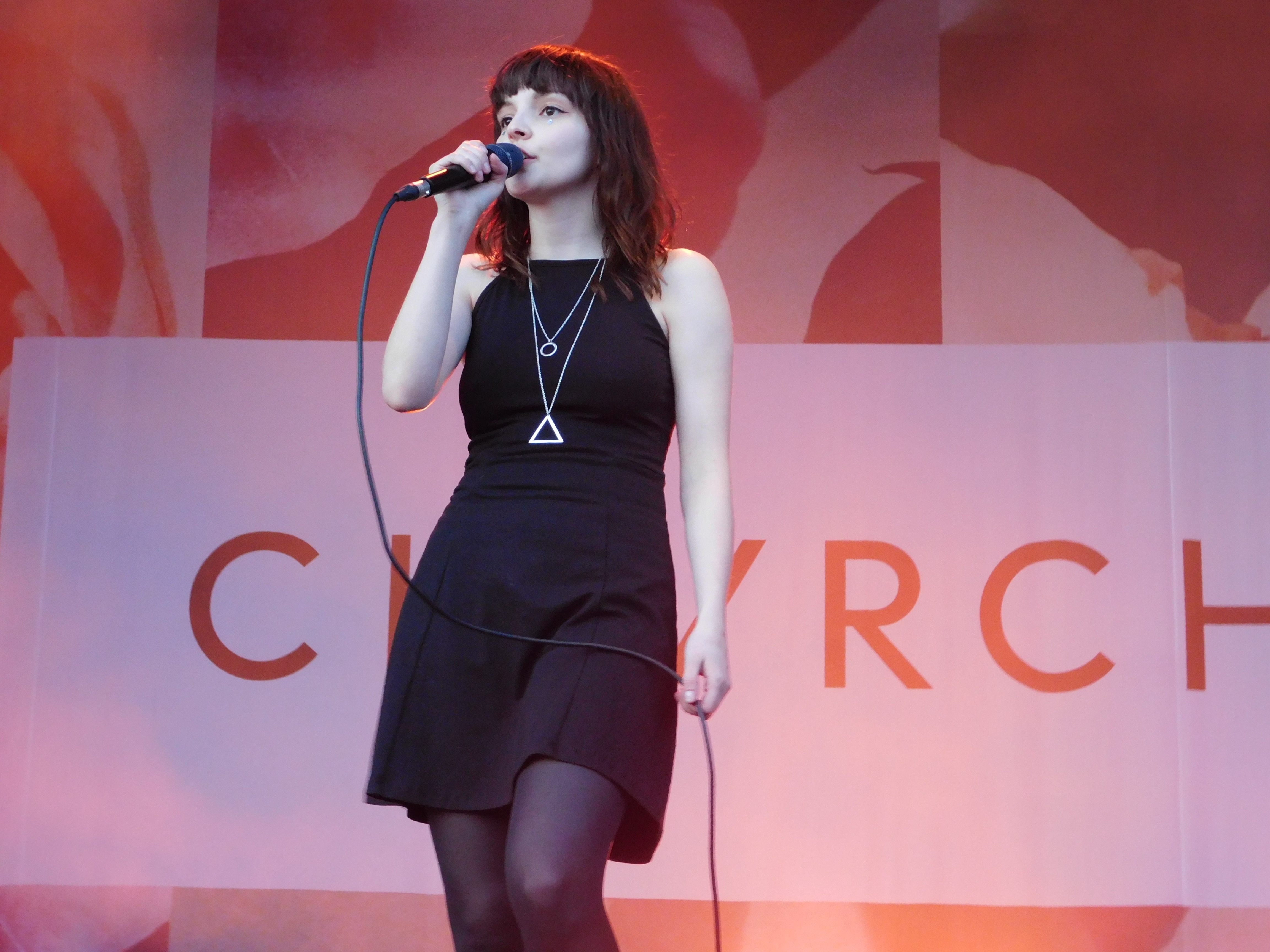
Мэйберри в составе Chvrches выступает в Канаде, 2015 год

Соло
- Vicious Creature (2024)

С Boyfriend/Girlfriend
- Kill Music EP (2007)
- Optimism EP (2008)

С Blue Sky Archives
- Blue Sky Archives EP (2010)
- Plural EP (2011)
- «Killing in the Name» (2011)
- Triple A-Side EP (2012)

С Chvrches
См. также статью «Chvrches discography» в английском разделе.
- The Bones of What You Believe (2013)
- Every Open Eye (2015)
- Love Is Dead (2018)
- Screen Violence (2021)

Как приглашенный исполнитель
- «Northern Lights» — Death Cab For Cutie (2018)
- «Ashamed и Lauren Mayberry» — HEALTH (2024)